# Festival automobile international
Le Festival automobile international (FAI), anciennement Festival automobile de Chamonix, est créé en 1986 par Rémi Depoix et Franz Hummel dans le cadre de l’épreuve des 24 heures sur glace de Chamonix. La manifestation a lieu chaque année aux Invalides à Paris où sont élues les plus belles réalisations automobiles mondiales.

## Historique

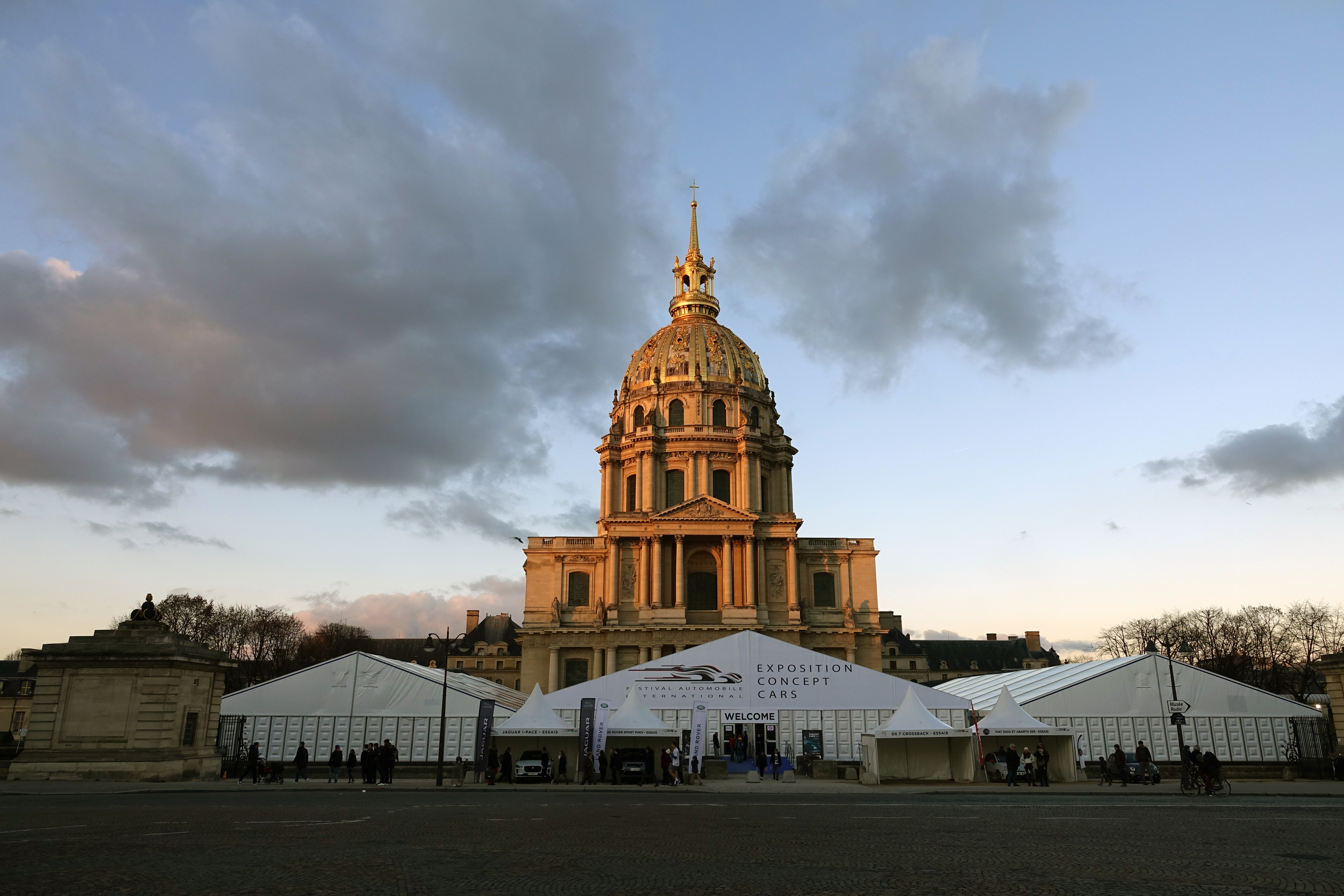
Festival automobile international aux Invalides

Le festival automobile est créé en Haute-Savoie lors de l'édition de 1986 des 24 Heures de Chamonix. En 2001 il devient le Festival automobile international (FAI) et déménage Place Vendôme à Paris. En 2006 et 2007, le FAI prend place au Grand Palais, puis à partir de 2008 aux Invalides, avec une exposition de concept-cars.
L'affiche du festival est réalisée chaque année par l'affichiste Martial Dassonville.

### Élection de la «Plus belle voiture de l’année»
La première élection de la « Plus belle voiture de l’année » a eu lieu en 1987, où la lauréate était désignée uniquement par le jury du festival. En 1989, Rémi Depoix propose à TF1, par l'intermédiaire de son directeur des sports et des opérations spéciales, Jean-Claude Dassier qui est membre du jury, de lancer une consultation publique, basée sur des critères d’esthétisme, auprès des téléspectateurs de la première chaîne audiovisuelle française. Dans un premier temps, les suffrages sont exprimés sur Minitel, puis par des appels téléphoniques, et aujourd’hui par Internet.
Pour participer au concours, le véhicule doit être proposé par son constructeur et sa commercialisation doit avoir débuté dans l’année en cours à un tarif inférieur à 60 000 €.
Palmarès :
- 2022 :  DS 4 II
- 2021 :  Mercedes-Benz GLA II[4]
- 2020 :  BMW Série 2 Gran Coupé
- 2018 :  Peugeot 508
- 2017 :  Alpine A110
- 2016 :  Alfa Romeo Giulia[5]
- 2015 :  Renault Talisman
- 2014 :  Jaguar XE
- 2013 :  Alfa Romeo 4C
- 2012 :  Mercedes Classe A
- 2011 :  BMW Série 3
- 2010 :  Citroën DS4
- 2009 :  Peugeot RCZ
- 2008 :  Alfa Romeo MiTo
- 2007 :  Renault Laguna Estate[6]
- 2006 :  Audi TT
- 2005 :  Alfa Romeo Brera[7]
- 2004 :  Mercedes SLK
- 2003 :  Nissan 350Z
- 2002 :  Mercedes CLK
- 2001 :  Mercedes CLC
- 2000 :  BMW Série 3 coupé
- 1999 :  Jaguar S-Type
- 1998 :  Peugeot 206
- 1997 :  Peugeot 406 Coupé
- 1996 :  Mitsubishi Carisma
- 1995 :  Peugeot 406
- 1994 :  Renault Laguna
- 1993 :  Citroën Xantia
- 1992 :  Renault Safrane
- 1991 :  BMW Série 3
- 1990 :  Mercedes-Benz Sonderklasse (Type 140)
- 1989 :  Citroën XM
- 1988 :  Alfa Romeo 164
- 1987 :  BMW Série 7

### Fréquentation
La fréquentation de la manifestation établit un nouveau record en 2018 avec 38 000 visiteurs,,,,,

## Éditions

### 31eédition(2016)

#### Lauréats

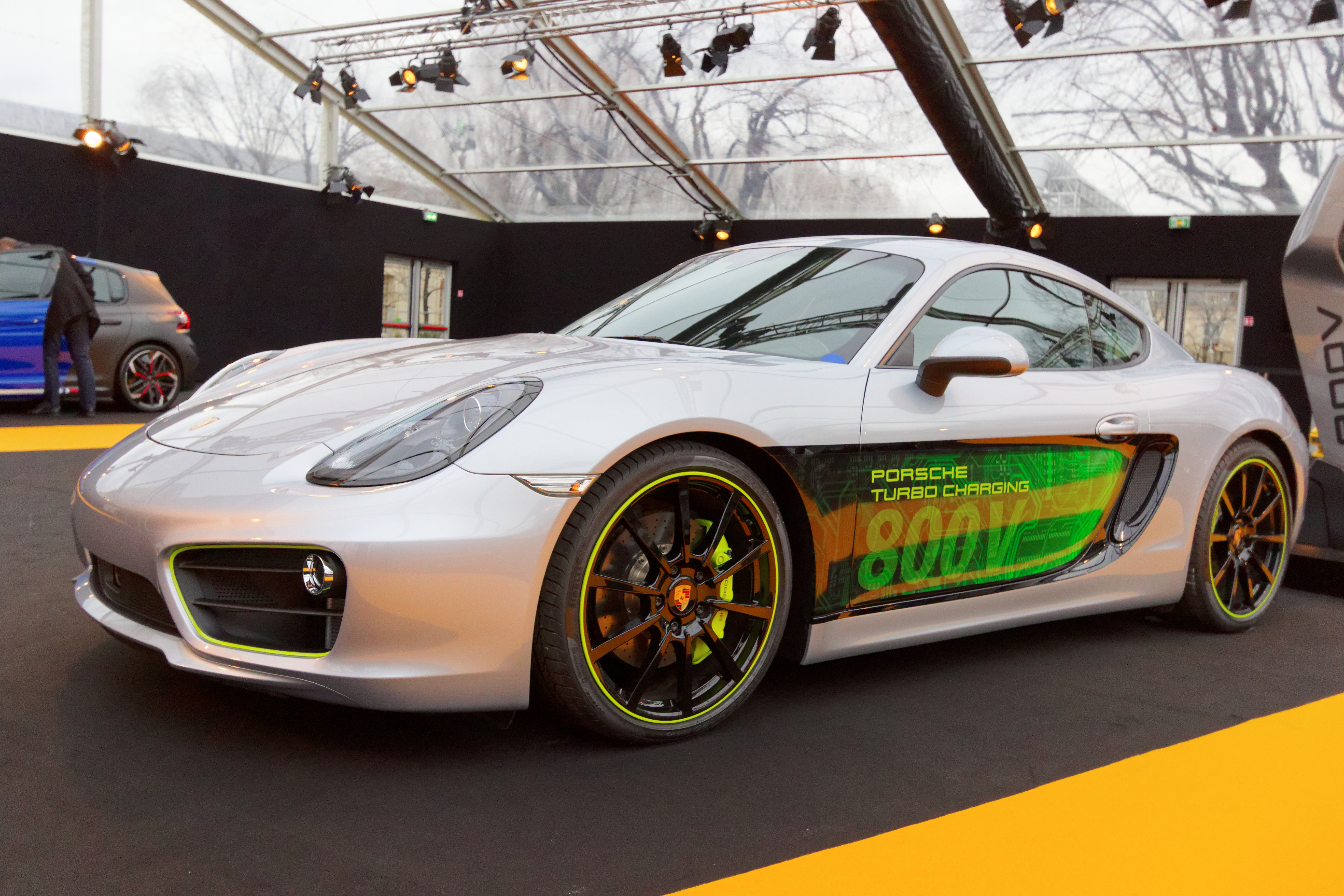
La Porsche Cayman E-Volution présentée en première mondiale lors du Festival automobile international 2016.

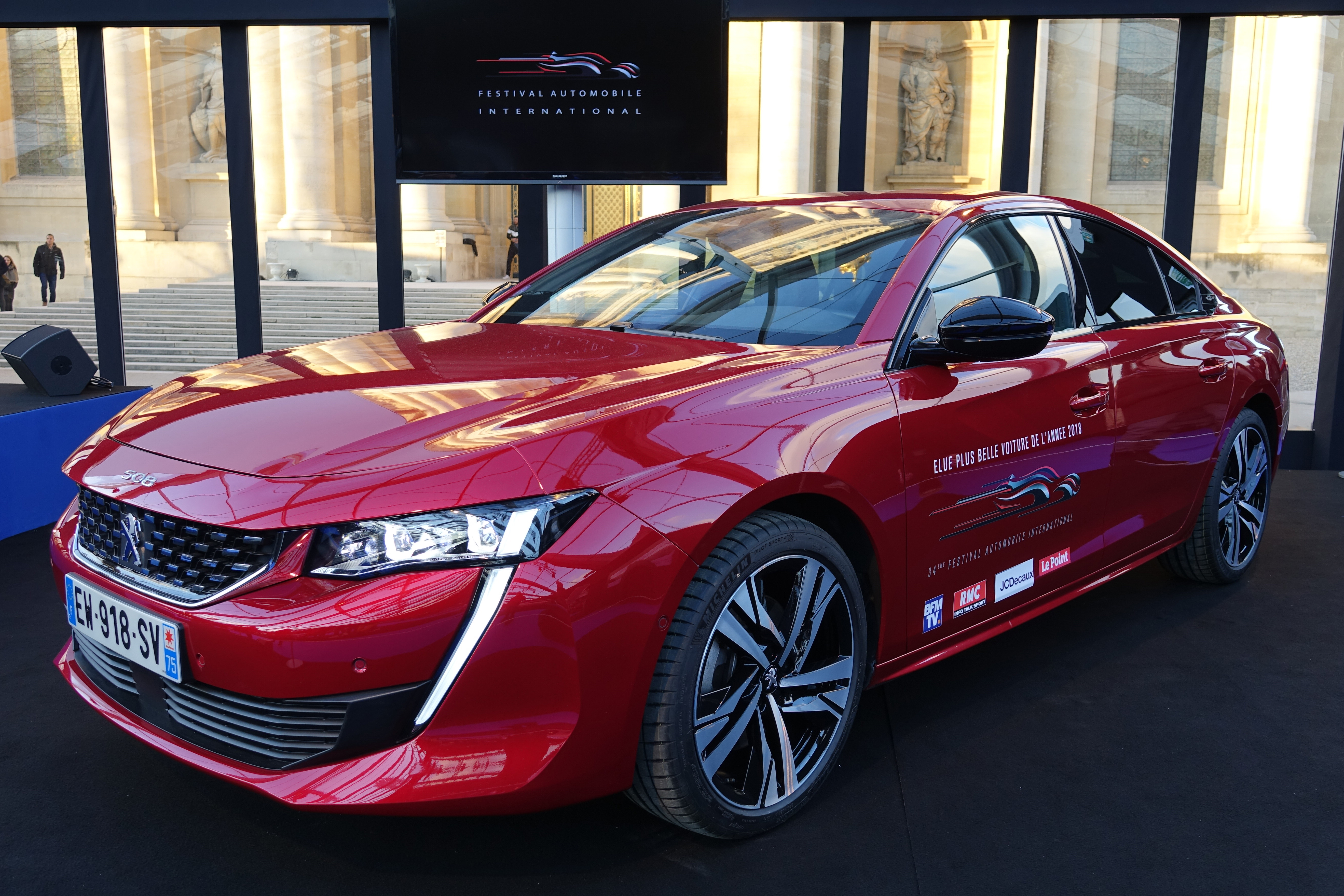
Peugeot 508 - Plus belle voiture de l’année 2018

| Titre                                     | Vainqueur                                             |
| ----------------------------------------- | ----------------------------------------------------- |
| Plus beau concept car de l'année          | Mazda RX Vision et Porsche Mission E                  |
| Plus belle supercar de l'année            | Ford GT                                               |
| Grand prix « Creativ’ Experience »        | Peugeot Fractal                                       |
| Grand prix du plus bel intérieur          | Mini Clubman                                          |
| Grand prix du plus beau film publicitaire | « Make your time » - Renault Espace – Agence Publicis |
| Grand prix du plus beau livre de l'année  | La Fabuleuse Collection Baillon – Editions Hozhoni    |
| Grand prix de la plus belle photo         | « Comme un visage fatigué » de Florent Gooden         |
| Grand prix « Most futuristic Cars »       | Mercedes concept IAA et Mercedes concept F015         |
| Grand prix du design                      | Laurens van den Acker                                 |
| Prix spécial du jury                      | Mark Webber, Champion du monde d’endurance 2015       |
| Palme d'Or                                | Elon Musk                                             |
| Grand prix de la créativité               | Bugatti Vision Gran Turismo                           |

### 32eédition(2017)
L'édition 2017 a lieu du 1er au 5 février 2017.

#### Exposition
Parmi les concept cars présentés :
- Aston Martin Red Bull 001
- Jaguar I-Pace
- Renault Trezor
- DS E-Tense
- Citroën CXperience
- Opel GT Concept
- Citroën Aircross

#### Lauréats
| Titre                                     | Vainqueur                                                                                |
| ----------------------------------------- | ---------------------------------------------------------------------------------------- |
| Plus beau concept-car de l'année          | Renault Trezor                                                                           |
| Grand prix Futuristic sport-car           | Mercedes-Benz Vision Tokyo                                                               |
| Grand prix « Creativ’ experience »        | Programme « Only You » de DS Automobiles                                                 |
| Plus belle supercar de l'année            | Ferrari GTC4Lusso                                                                        |
| Grand prix du plus beau livre de l'année  | « Marcello Gandini, Maestro of Design », de Gautam Sen, Édition Dalton Watson Fine Books |
| Grand prix de la plus belle photo         | « Beauté animale », de Cathy Dubuisson                                                   |
| Grand prix du plus bel intérieur          | Peugeot 3008                                                                             |
| Grand prix du plus beau film publicitaire | Volkswagen Tiguan, « Les chevaux moqueurs », Grabarz & Partner                           |
| Young designer award by BMW « intérieur » | « Auriga concept », Daniel Brunsteiner, Florian Howecker et Philippe Fromme              |
| Young designer award by BMW « extérieur » | « S Y M M E T R Y », Navneeth Sabu Kanan                                                 |
| Grand prix de l’art                       | Gerry Judah, Festival de vitesse de Goodwood                                             |
| Grand prix du design                      | Alexandre Malval                                                                         |
| Prix spécial du jury                      | Porsche, 18 victoires aux 24 Heures du Mans                                              |
| Prix spécial du Festival                  | BMW fête ses 100 ans                                                                     |
| Palme d'Or                                | Carlos Ravares, PDG du Groupe PSA                                                        |
| Grand prix de la créativité               | Toyota Setnua Concept                                                                    |

### 33eédition(2018)
L'édition 2018 a lieu du 31 janvier au 4 février 2018.

#### Exposition
- Lamborghini Terzo Millennio concept
- Mazda Vision Coupé
- Kia Proceed Concept
- Peugeot Instinct
- Jannarelly Design 1
- Lamborghini Huracán Troféo
- Renault Symbioz
- Renault R.S. 2027 Vision
- Kia Niro Concept
- BMW Z4 Concept
- Aston Martin Vanquish S
- Ligier JS P4
- DS 7 Crossback présidentiel

#### Lauréats
| Titre                                       | Vainqueur                                                             |
| ------------------------------------------- | --------------------------------------------------------------------- |
| Grand prix plus beau concept-car de l'année | Mazda Concept Vision Coupé                                            |
| Grand prix futuristic sport-car             | Italdesign Airbus Pop Up                                              |
| Grand prix creativ’ experience              | Renault Symbioz                                                       |
| Grand prix de la plus belle supercar        | McLaren 720S                                                          |
| Grand prix du plus beau livre               | « Voitures Rares », de Serge Bellu, Éditeur : Gründ                   |
| Grand prix de la plus belle photo           | « Le Nord Schleife », par Éric Vargiolu (Agence DPPI)                 |
| Grand prix du plus bel intérieur            | DS 7 Crossback                                                        |
| Grand prix du plus beau film publicitaire   | Kia Motors, « Hero’s journey », Agence David & Goliath                |
| Young designer award by BMW « intérieur »   | « Blossome », Yongwoo Kim - Strate, école de design (France)          |
| Young designer award by BMW « extérieur »   | « i l e a f », Avhirup Ghosh, IAAD Turin (Italie)                     |
| Grand prix de l’art                         | Fondation Cartier pour l'art contemporain / Exposition « Auto photo » |
| Grand prix du design                        | Gerry McGovern, Directeur du Design Land Rover                        |
| Grand prix du festival                      | BMW - Engagement international pour son mécénat depuis 40 ans.        |
| Prix spécial du jury                        | Mercedes-Benz – Création de dreamcars                                 |

### 34eédition(2019)
L'édition 2019 a lieu du 30 janvier au 3 février 2019.

#### Exposition

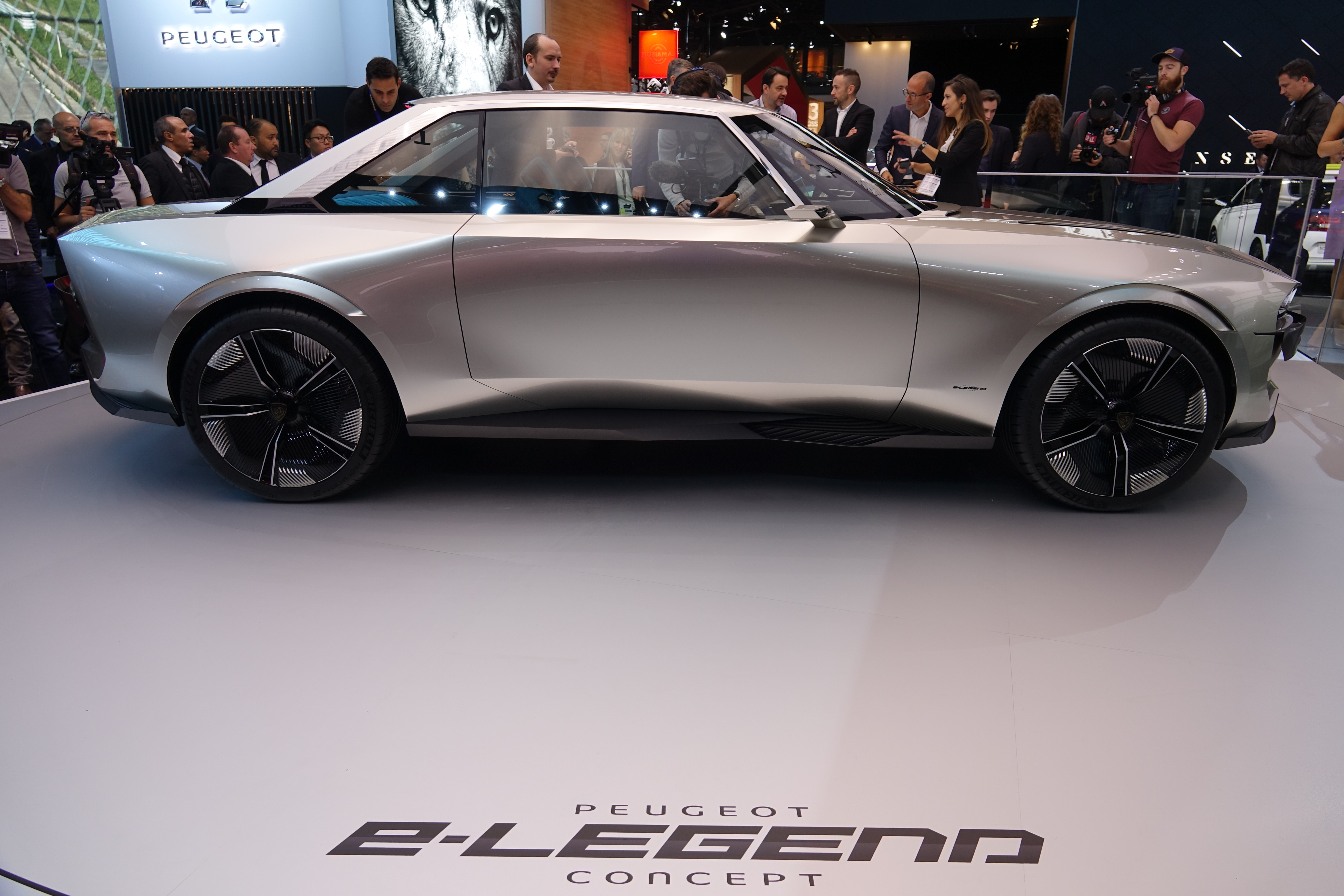
Peugeot e-Legend
Plus Beau Concept-car 2018

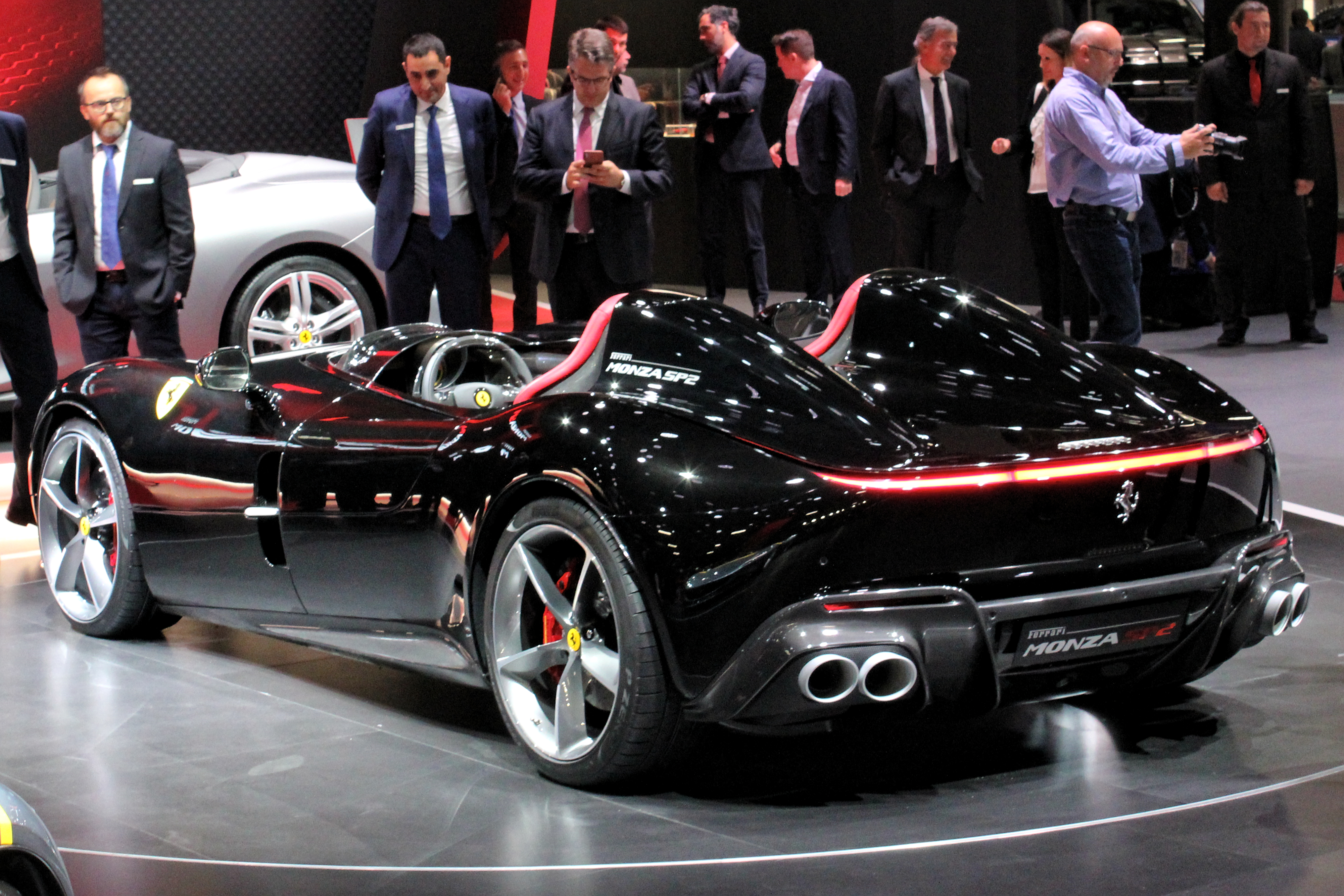
Ferrari Monza SP2
Plus Belle Supercar 2018

Une quinzaine de concept car et supercar est exposée sous le chapiteau installé aux Invalides. Sont ainsi entre autres présents cette année :
- Aston Martin Vantage[Laquelle ?]
- Audi PB18 e-tron
- BMW concept i Vision Dynamics
- Bugatti Divo
- David Bowie Car
- DS X E-Tense
- Ferrari Monza SP2
- Ferrari SP38
- Lancia 037
- Range Rover Evoque
- Mercedes-Benz Vision EQ Silver Arrow
- Mercedes-Maybach Ultimate Luxury concept
- Peugeot e-Legend
- Renault EZ-Ultimo
- Renault EZ-Pro
- Renault EZ-Go
- Volkswagen I.D. Vizzion

#### Plus belle voiture de l'année 2018
Lauréat
- Peugeot 508 (34,23 % des votes)[19].

Finalistes
- DS 3 Crossback
- Mercedes-Benz Classe A
- Range Rover Evoque
- Fiat 500X
- Jeep Wrangler
- Kia Pro cee'd

#### Lauréats
| Titre                                              | Vainqueur                                                                             |
| -------------------------------------------------- | ------------------------------------------------------------------------------------- |
| Grand prix plus beau concept-car de l'année        | Peugeot e-Legend                                                                      |
| Grand prix futuristic sport car                    | Mercedes-Benz Vision EQ Silver Arrow                                                  |
| Grand prix creativ’ experience                     | Renault EZ-Ultimo, EZ-Go et EZ-Pro                                                    |
| Grand prix de la plus belle supercar               | Ferrari Monza SP2                                                                     |
| Grand prix du plus beau livre                      | « 276.864 km », de Bart Lenaerts, Éditions Waft Publishing                            |
| Grand prix de la plus belle photo                  | « Duel de Ligier », par Bernard Asset                                                 |
| Grand prix du plus bel intérieur                   | Range Rover Evoque                                                                    |
| Grand prix du plus beau film publicitaire          | Campagne Citroën, « L’auto-stoppeur », Agence Traction                                |
| Young designer awards by bmw « intérieur »         | « Just Be Happy – Kerubim », par Thibaud Porcherot, Yohan Benchetrit et Thomas Busson |
| Young designer awards by bmw « extérieur »         | « L'Éloge de la Lenteur - Hop On », par Simon Kafmann                                 |
| Grand prix de l’art                                | Artcar Citroën e-Méhari by Jean-Charles de Castelbajac                                |
| Grand prix du design                               | Tisha Johnson, chef du design intérieur de Volvo                                      |
| Grand prix du festival                             | Jean-Éric Vergne, pour sa victoire au championnat du monde de Formula E               |
| Prix spécial du jury                               | Adrian Van Hooydonk, vice-président du design de BMW Group                            |
| Palme d’or                                         | Dieter Zetsche, président de Daimler                                                  |
| Prix Spécial « Jean Todt » de la sécurité routière | Patrick Pouyanné de Total Group Fondation                                             |

### 35eédition(2020)
L'édition 2020 a lieu du 29 janvier au 2 février 2020.

#### Exposition
Plusieurs concept cars sont exposés aux Invalides de Paris dont, :
- Alfa Romeo Tonale
- Alpine A110 SportsX
- Bentley EXP 100 GT
- Bugatti La Voiture Noire
- Citroën 19_19
- Citroën Ami One concept
- Citroën GQ concept
- Lamborghini V12 Vision Gran Turismo
- Opel GT X Experimental
- Volkswagen Golf GTI Aurora

#### Plus belle voiture de l'année 2020
Lauréat
- BMW Série 2 Gran Coupé (53,32 % des votes)[23]

Finalistes
- Ford Puma
- Land Rover Defender
- Mazda 3
- Mercedes-Benz Classe CLA
- Peugeot e-208

#### Lauréats
| Titre                                       | Vainqueur                                                                                 |
| ------------------------------------------- | ----------------------------------------------------------------------------------------- |
| Grand prix plus beau concept car de l'année | Bentley EXP 100 GT                                                                        |
| Grand prix du plus beau show car            | Alfa Romeo Tonale                                                                         |
| Grand prix creativ’ experience              | Volkswagen GTI Aurora concept, système audio en hologramme                                |
| Grand prix de la plus belle supercar        | Ferrari Roma                                                                              |
| Grand prix de la mobilité en ville          | Citroën Ami One concept                                                                   |
| Grand prix du plus beau livre               | « Citroën 100 ans », Serge Bellu, Olivier de Serres et Sylvain Reisser, E.T.A.I. Éditions |
| Grand prix de la plus belle photo           | « Lumière d’Australie », Antonin Vincent                                                  |
| Grand prix du plus bel intérieur            | Peugeot e-208                                                                             |
| Grand prix du plus beau film publicitaire   | « L’hybride rechargeable », DS Automobiles, DS 7 Crossback e-Tense                        |
| Young designer award by BMW « intérieur »   | « Encapsulated experience », Loane Rogliardo – (creapole)                                 |
| Young designer award by BMW « extérieur »   | « Unique », Jules Heslouin et Antony Monnoyeur - (Strate, école de design)                |
| Grand prix de la créativité                 | Aston Martin & Zagato                                                                     |
| Grand prix de l'architecture                | Hermann Tilke, Circuits automobiles                                                       |
| Grand prix de l'art                         | Nairones Defives et Ligier                                                                |
| Grand prix du design                        | Ian Callum                                                                                |
| Grand prix du festival                      | Renault pour ses engagements culturels                                                    |
| Prix spécial du jury                        | Moden'Art                                                                                 |
| Palme d’or                                  | Bernard Charlès, directeur général de Dassault Systèmes                                   |
| Palme d'honneur                             | Giorgetto Giugiaro                                                                        |

### 36eédition (2021)
L'édition a lieu du mardi 26 janvier 2021 à 19h au 7 février 2021 en virtuel.

#### Exposition
Cette édition est particulière en raison de la pandémie de Covid-19 en France et se déroule uniquement virtuellement en libre accès sur le site du festival. L'exposition virtuelle fête aussi les 50 ans de la Lamborghini Countach.
- Aston Martin V12 Speedster
- Audi Q4 e-tron Sportback
- Bugatti Bolide
- Delage D12
- DS Aero Sport Lounge
- Hyundai Prophecy
- Lamborghini Sian Roadster
- Maserati MC20
- Renault Megane eVision

#### Plus belle voiture de l'année 2021
Lauréat
- Mercedes-Benz Classe GLA (60,73 % des votes)[26]

#### Lauréats
| Titre                                       | Vainqueur |
| ------------------------------------------- | --- |
| Grand prix plus beau concept car de l'année | DS Aero Sport Lounge |
| Grand prix du plus beau show car            | Audi Q4 e-tron Sportback Concept                                                                                        |
| Grand prix plus belle futuristic car        | Mercedes Vision AVTR |
| Grand prix creativ’ experience              | Renault Morphoz |
| Grand prix de la plus belle supercar        | Maserati MC20 |
| Grand prix de la plus belle hypercar        | Bugatti Bolide |
| Grand prix de l'affiche                     | Peugeot e-2008 |
| Grand prix du plus beau livre               | « La légende des casques », Bruno Bayol (Red Runner) « L’histoire de la femme et de l'automobile » Serge Bellu (Glénat) |
| Grand prix de l'art                         | Cité de l'automobile de Mulhouse                                                                                        |
| Grand prix du plus bel intérieur            | Honda e |
| Grand prix du plus beau film publicitaire   | Porsche New Taycan all electric « The heist »                                                                           |
| Young designer award « intérieur »          | Ziyang Liu et Kim Tapid « Axiz », Strate, École de design                                                               |
| Young designer award « extérieur »          | Guillaume Boué-Raguet « Breathe Concept », Strate, École de design                                                      |
| Grand prix de l'architecture                | Modern house « Cyber house »                                                                                            |
| Grand prix spécial du design                | Sang Yup Lee - Hyundai Genesis pour le Hyundai Prophecy Concept                                                         |

### 2022 (annulée)
En raison de l'épidémie de Covid-19 dû au variant Omicron, l'édition 2022 est décalée du vendredi 20 au lundi 23 mai 2022, et devait pour la première fois se dérouler dans les allées des jardins de l'Hôtel national des Invalides à Paris. Mais le 19 avril 2022, les organisateurs ont annoncé l'annulation de la 37e édition de la manifestation, en raison d'un mauvais environnement économique autour de l’industrie automobile cette année.
Concept cars initialement annoncés pour l'exposition 2022
- Audi Skysphere Concept
- BMW i Vision Circular
- Cupra UrbanRebel
- Lexus LF-Z Electrified
- Kia Concept EV9
- Porsche Mission R
- Renault 5 Prototype
- Smart concept #1
- Volkswagen ID.Life
- Volvo Concept Recharge

#### Plus belle voiture de l'année 2022
- DS 4 II[29]

#### Lauréats
| Titre                                       | Vainqueur                                              |
| ------------------------------------------- | ------------------------------------------------------ |
| Grand prix plus beau concept car de l'année | Renault 5 Prototype                                    |
| Grand prix creativ’ experience              | BMW I Vision Circular Concept                          |
| Grand prix de la plus belle supercar        | Ferrari Daytona SP3                                    |
| Grand prix de la plus belle hypercar        | Peugeot 9X8                                            |
| Grand prix de l'affiche                     | BMW Série 4 cabriolet                                  |
| Grand prix du plus beau livre               | « Ultimate Collection Cars », Charlotte et Peter Fiell |
| Grand prix du plus beau film publicitaire   | Alpine, « Aller tout droit prendre un virage »         |
| Prix spécial du jury                        | Land Rover Range Rover                                 |
| Palme d'or                                  | Sébastien Ogier                                        |